# Fantastic Beasts and Where to Find Them Original Motion Picture Soundtrack
Der Fantastic Beasts and Where to Find Them Original Motion Picture Soundtrack enthält die Filmmusik zu Phantastische Tierwesen und wo sie zu finden sind und wurde am 18. November 2016 veröffentlicht.

## Produktion
Die Filmmusik wurde von James Newton Howard komponiert. Der Soundtrack umfasst 17 Titel und 9 Bonustracks in der Deluxe-Version. Unter den Titeln finden sich solche, die die Namen von Figuren des Films beinhalten (Tina Goldstein, Credence Barebone, Newt Scamander, Gnarlack und Jacob Kowalski), aber auch auf die Phantastischen Tierwesen, die im Film gezeigt werden, anspielen (Niffler, Erumpent, Swooping Evil, Demiguise und Occamy, Thunderbird und Billywig). Im Hauptthema sind Elemente aus dem Lied Hedwig’s Theme von John Williams enthalten, das bereits zu Beginn des Films Harry Potter und der Stein der Weisen zu hören war. Das im Bonustrack enthaltene Lied Blind Pig wurde von der in London lebenden Sängerin Emmi gesungen.

## Veröffentlichung
Die Veröffentlichung des Soundtracks von WaterTower Records auf CD, Vinyl und als Download erfolgte am 18. November 2016. Das Hauptthema des Films wurde bereits am 7. Oktober auf Pottermore vorgestellt, andere Tracks ab 2. November 2016 von WaterTower Music bei Youtube.

## Rezeption
Scott Feinberg von The Hollywood Reporter hält die Filmmusik von James Newton Howard für Oscar-würdig. Im Dezember 2016 wurde der Soundtrack als Anwärter bei der Oscarverleihung 2017 in der Kategorie Beste Filmmusik in die Kandidatenliste (Longlist) aufgenommen, aus denen die Mitglieder der Akademie die offiziellen Nominierungen bestimmen werden. Das auf dem Soundtrack enthaltene Lied Blind Pig wurde in die Longlist für den Besten Filmsong aufgenommen. Im Februar 2017 wurde Howards Arbeit im Rahmen der International Film Music Critics Association Awards 2016 in den Kategorien Beste Filmmusik des Jahres und Beste Musik für einen Fantasy-, Science-Fiction- oder Horrorfilm ausgezeichnet.

## Titelliste des Soundtracks
Der Soundtrack umfasst 17 Titel.
1. Main Titles – Fantastic Beasts and Where To Find Them (2:54)
2. There Are Witches Among Us / The Bank / The Niffler (6:53)
3. Tina Takes Newt In / Macusa Headquarters (1:56)
4. Pie or Strudel / Escaping Queenie and Tina’s Place (3:05)
5. Credence Hands Out Leaflets (2:03)
6. Inside the Case (9:08)
7. The Erumpent (3:28)
8. In the Cells (2:10)
9. Tina and Newt Trial / Let’s Get the Good Stuff Out / You’re One of Us Now / Swooping Evil (7:59)
10. Gnarlak Negotiations (2:57)
11. The Demiguise and the Occamy (4:06)
12. A Close Friend (1:51)
13. The Obscurus / Rooftop Chase (3:48)
14. He’s Listening To You Tina (2:05)
15. Relieve Him of His Wand / Newt Releases the Thunderbird / Jacob’s Farewell (12:33)
16. Newt Says Goodbye to Tina / Jacob’s Bakery (3:26)
17. End Titles – Fantastic Beasts and Where To Find Them (2:21)

In der Deluxe-Version sind 9 Bonustracks enthalten
1. A Man and His Beasts (8:31)
2. Soup and Leaflets (2:19)
3. Billywig (1:31)
4. The Demiguise and the Lollipop (0:58)
5. I’m Not Your Ma (2:04)
6. Blind Pig (1:29)
7. Newt Talks To Credence (2:13)
8. End Titles Pt.2 – Fantastic Beasts and Where To Find Them (1:22)
9. Kowalski Rag (5:12)

## Singles und Charterfolge
Der Soundtrack stieg am 25. November 2016 auf Platz 5 in die Soundtrack-Album-Charts im Vereinigten Königreich und auf Platz 81 in die dortigen Download Album-Charts ein. In den USA stieg der Soundtrack ebenfalls auf Platz 5 in die Soundtrack Album-Charts und auf Platz 192 in die Billboard 200 Album-Charts ein.